# Cancionera
Cancionera é uma telenovela mexicana produzida pela Televisa e exibida pelo El Canal de las Estrellas entre 
12 de agosto e 23 de dezembro de 1980, substituindo Juventud
Foi a última mini telenovela semanal exibida nas terças feiras.

## Elenco
- Norma Herrera ... Norma
- Manuel Ojeda ... Héctor Raúl
- July Furlong ... Paloma
- Rosario Gálvez ... Amparo
- Lizza Willert ... Matilde
- Raúl Meraz ... Bruno
- Luiz Uribe ... Alberto
- Miguel Suárez ... Vovô
- Glória Marin ... Emília
- Miguel A. Sanromán ... Alfonso
- Carlos Pouliot ... Professor
- Norma Flores ... Estela
- Irlanda Mora ... Tania
- Rolando de Castro ... Enrique
- Gustavo del Castillo ... Casanova
- Sergio Esquivel ... Sergio
- Arturo Benavides ... Vázquez
- Sergio Milina ... Produtor
- Juan Jose Illescas ... Médico
- Alejandra Peniche ... Josefina